# Arthur W. Overmyer

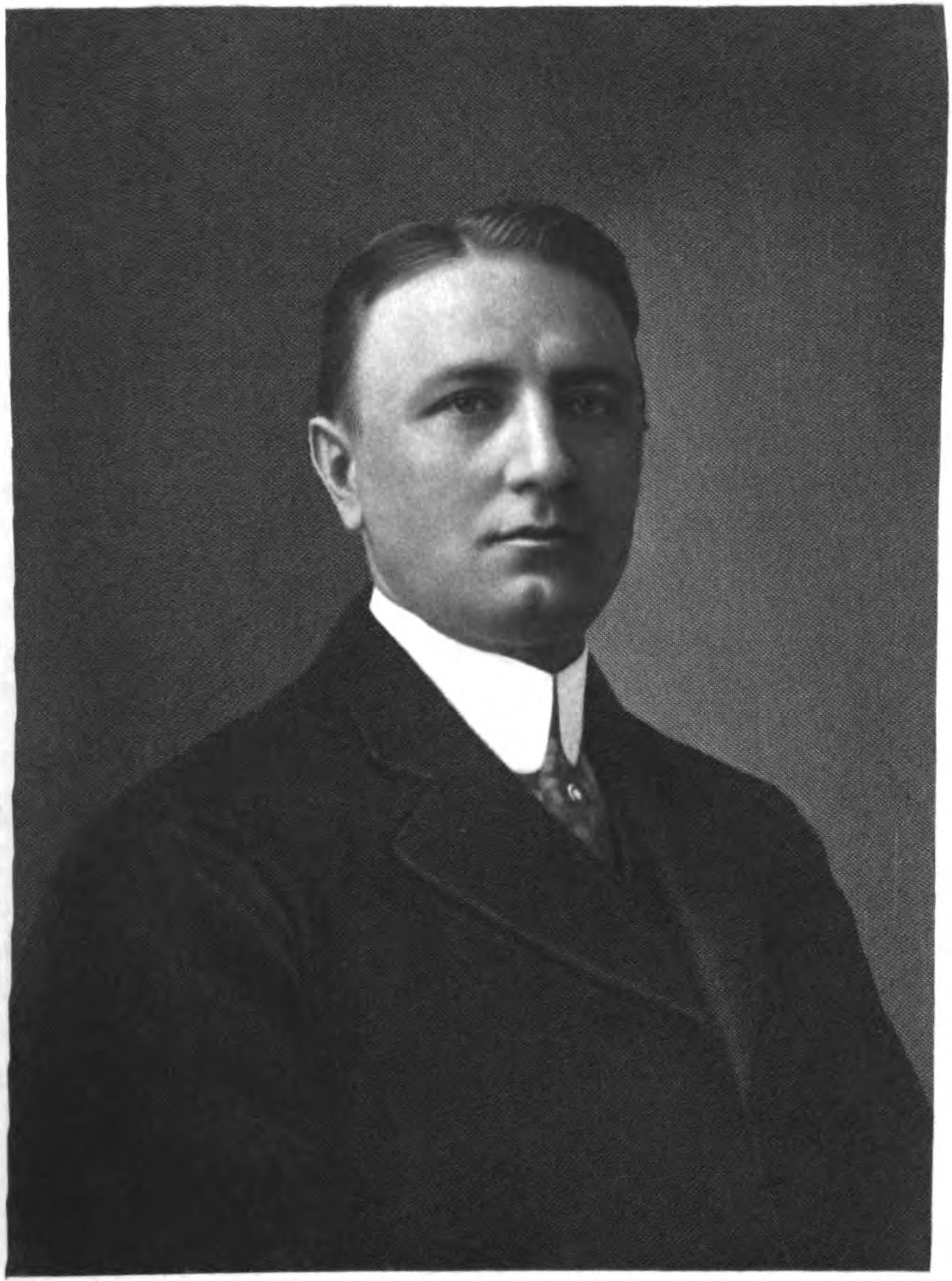
Arthur W. Overmyer

Arthur Warren Overmyer (* 31. Mai 1879 in Lindsey, Sandusky County, Ohio; † 8. März 1952 in North Royalton, Ohio) war ein US-amerikanischer Politiker. Zwischen 1915 und 1919 vertrat er den Bundesstaat Ohio im US-Repräsentantenhaus.

## Werdegang
Arthur Overmyer besuchte die öffentlichen Schulen seiner Heimat und das Lima Lutheran College. Danach arbeitete er für einige Zeit als Lehrer. Nach einem Jurastudium an der Ohio Northern University Law School in Ada und seiner 1902 erfolgten Zulassung als Rechtsanwalt begann er in Fremont in diesem Beruf zu arbeiten. Von 1907 bis 1910 war er beim dortigen Gesundheitsausschuss angestellt. Danach war er zwischen 1910 und 1914 juristischer Vertreter der Stadt Fremont. Politisch schloss er sich der Demokratischen Partei an.
Bei den Kongresswahlen des Jahres 1914 wurde Overmyer im 13. Wahlbezirk von Ohio in das US-Repräsentantenhaus in Washington, D.C. gewählt, wo er am 4. März 1915 die Nachfolge von John A. Key antrat. Nach einer Wiederwahl konnte er bis zum 3. März 1919 zwei Legislaturperioden im Kongress absolvieren. Diese waren von den Ereignissen des Ersten Weltkrieges geprägt. Im Jahr 1918 wurde er nicht wiedergewählt.
Zwischen 1926 und 1943 fungierte Arthur Overmyer als Richter an verschiedenen Gerichten in Ohio. Zuletzt war er seit 1942 Vorgesetzter Richter mit der Aufsicht über die neun Berufungsgerichte seines Staates. Nach 1943 praktizierte er wieder als privater Rechtsanwalt in Fremont. Er starb am 8. März 1952 in North Royalton.